# Преступник и адвокаты
«Преступник и адвокаты» — советский телефильм 1981 года режиссёра Юнуса Юсупова, снятый на киностудии «Таджикфильм».

## Сюжет
Следователь Мирзоев ведёт дело о поджоге такси, быстро находит виновного — пятнадцатилетнего школьника Сироджа. На допросе подросток замыкается и отказывается отвечать, ему грозит реальный срок заключения. Чтобы узнать причину, толкнувшую юношу на преступление, следователь встречается с его матерью Сайрам, с водителем такси Ризо, а также с друзьями и учителями мальчика — становящимися на защиту Сироджа, его «адвокатами».

Фильм строится таким образом, что мы получаем возможность просматривать жизненную драму героев фильма с весьма определённых точек зрения, и эти-то точки зрения как раз и есть самое интересное в картине. Именно такой парадокс: главные герои фильма, как правило, не вызывают того любопытства, которое мы часто испытываем, глядя на фигуры второго плана, эпизодические.— кинокритик Сергей Тримбач, Искусство кино, 1982
В ходе следствия устанавливается, что поджог совершён Сироджем когда он возвращался домой со свидания с отцом, находящимся в тюрьме за наезд на пешехода. Следователь узнаёт, что водитель сожжённого такси Резо был первым возлюбленным матери мальчика Сайрам, год назад вернулся в город и пытался возобновить отношения, но был отвергнут. Однако, это дало повод для сплетен и пересудов. Кроме того выясняется, что виновником того наезда на пешехода была мать мальчика, но отец взял вину на себя. Все эти события больно ранили Сироджа, и поджог был спонтанным выражением гнева, без умысла — в состоянии аффекта, и суд приговаривает Сироджа к условной мере наказания.

## В ролях
- Марат Хасанов — Мирзоев, следователь
- Искандар Иркаев — Сиродж
- Марат Арипов — Ризо, таксист
- Баба Аннанов — отец Сироджа
- Савринисо Сабзалиева — Сайрам, мать Сироджа
- Николай Рыбников — тренер
- Сайрам Исаева — завуч
- Хамза Умаров — прокурор
- Виктор Павлов — «профессор»
- Юнус Юсупов — управляющий
- М. Авдонина — Вера
- Б. Ильябаев — Тавассиев
- И. Хушвахтов — Надик

В эпизодах: Мехрангиз Гасанова, Маргарита Касымова, Ато Мухамеджанов, Шоди Салихов, Хашим Рахимов и другие